# Victor Gueneau
Pour les articles homonymes, voir Gueneau.
Victor Gueneau, né en 1835 à Luzy et mort en 1919 à Nevers en France, est un écrivain et historien français.

## Biographie

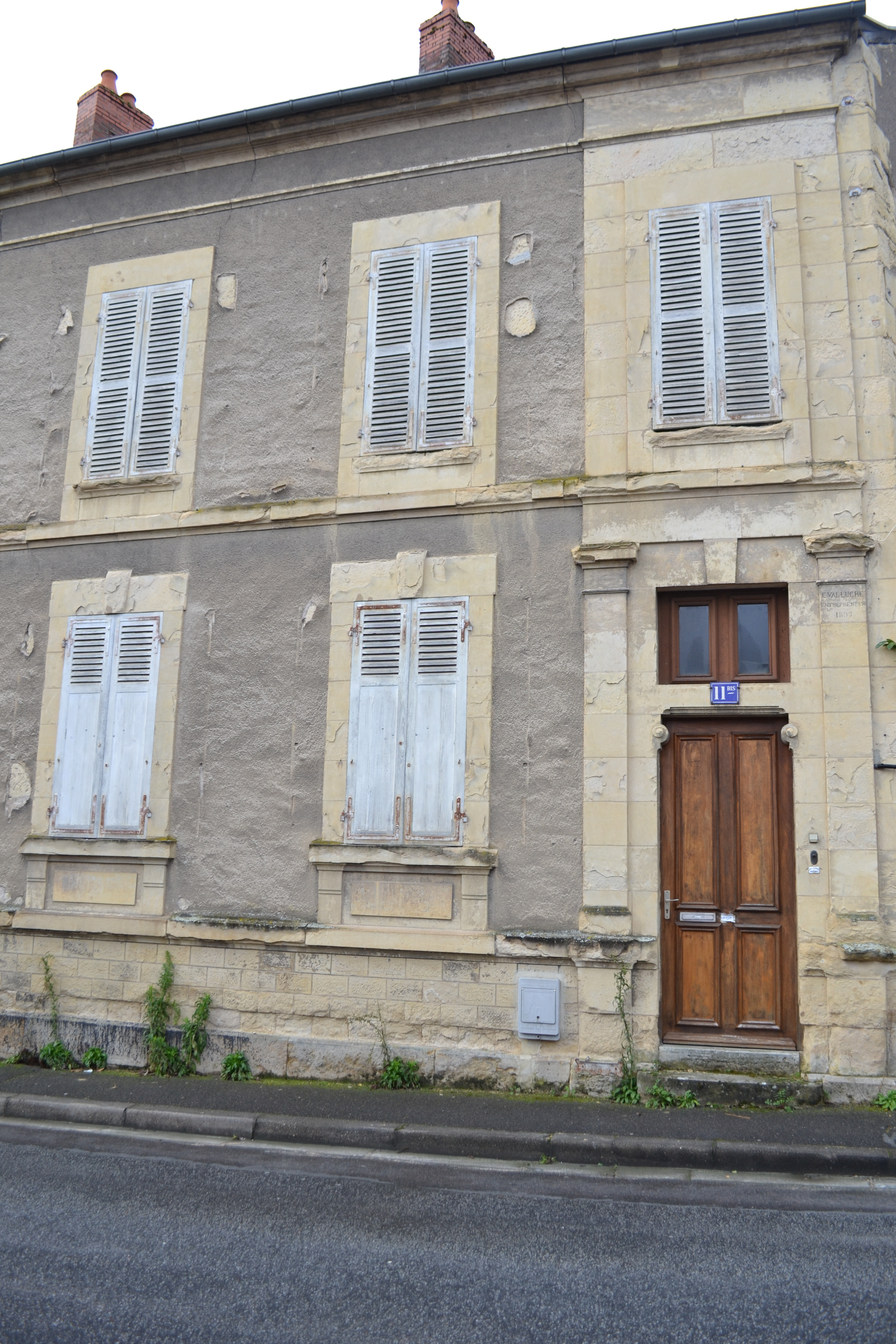
Ancien siège de la Société académique du Nivernais à Nevers.

Après des études à Bourbon-Lancy et à Nevers, Victor Gueneau exerce toute sa vie la profession de percepteur et de receveur des finances, occupant des postes successifs à Luzy, Vandenesse, Clamecy, Loudun et Issoudun. 
En 1896, à la retraite, il se retire à Nevers aux côtés de son frère et consacre son temps à l'histoire du Nivernais.
En 1911, Victor Gueneau et sa femme  font donation à la Société académique du Nivernais d’une maison sise à Nevers, 11 bis rue Jean-Baptiste-Gresset. Cette maison devient alors le siège social de la Société, dont Victor Gueneau est le président de 1908 à 1919.
Victor Gueneau a publié la plupart de ses travaux dans les bulletins de la Société nivernaise des lettres, sciences et arts et de la Société académique du Nivernais.

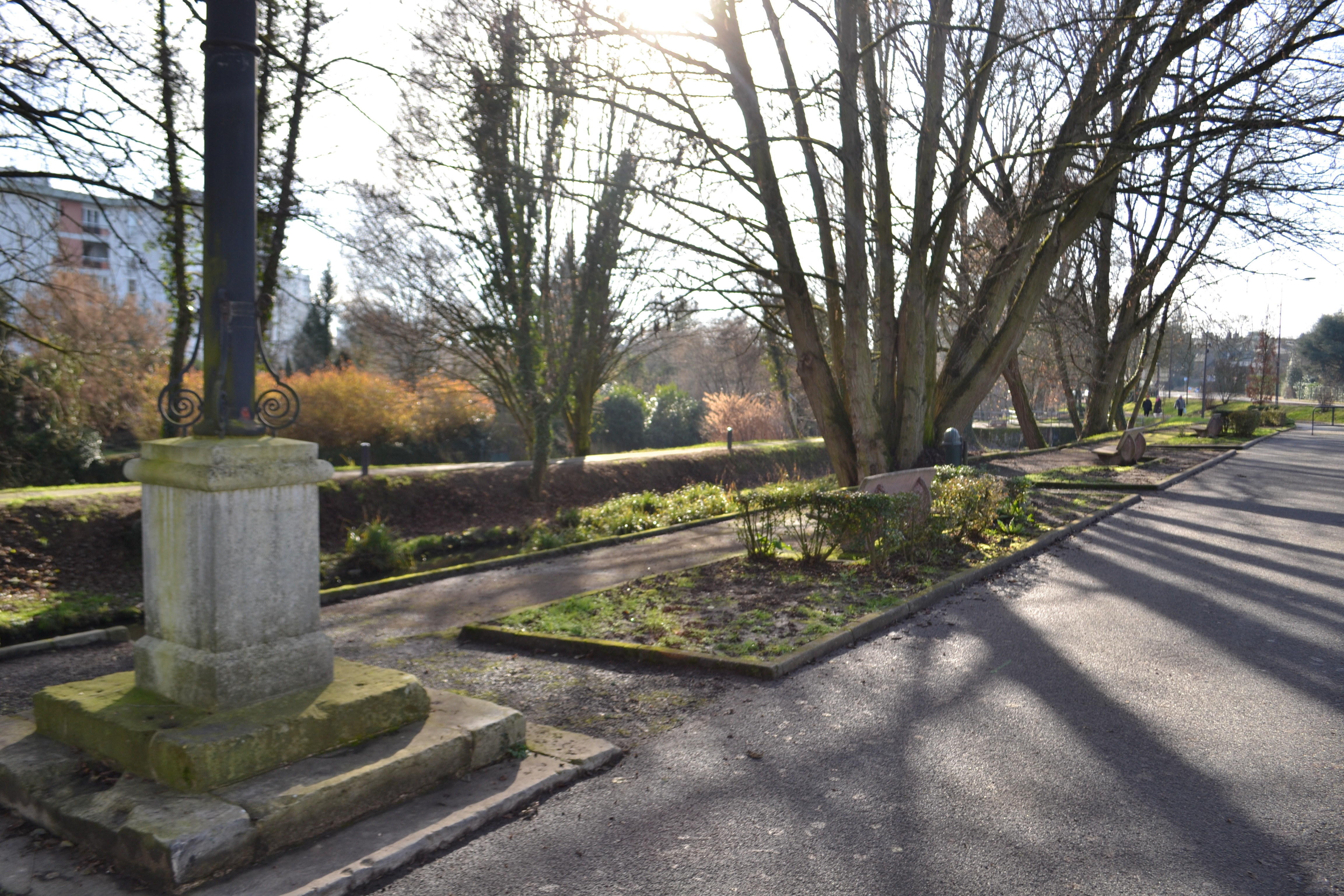
Promenade Victor-Gueneau à Nevers.

## Hommage
Il existe une promenade Victor-Gueneau à Nevers.

## Publications
- sans date : Saint-Honoré-les-Bains : notice historique.
- sans date : L’université d’Orléans : sa venue à Nevers, son départ.
- 1874 : Notes pour servir à l’histoire de la commune de Vandenesse (Nièvre), Nevers.
- 1875 : Notes pour servir à l’histoire de la commune de Montaron (Nièvre), Nevers.
- 1876 : Les guerres de Religion dans le Morvand, Société nivernaise des lettres, sciences et arts, Nevers.
- 1879 : Billy-Chevannes (Nièvre). Notice historique, Nevers.
- 1881 : Causerie sur Saint-Benin-d’Azy, Vallière, Nevers.
- 1883 : Le prieuré de la Fermeté, Société nivernaise des lettres, sciences et arts, Nevers.
- 1886 : Brèves, notice historique, Nevers.
- 1890 : Moulins-Engilbert, les églises et les établissements religieux, Issoudun.
- 1893 : Cartulaire de la chartreuse de Basseville (Nièvre), Issoudun.
- 1899 : Dictionnaire biographique des personnes nées en Nivernais ou revendiquées par le Nivernais, qui, par leurs travaux, leurs services, leurs mérites, leurs vertus ou leurs crimes, ont mérité de n'être pas oubliées, publication de la Société académique du Nivernais, Nevers.
- 1905 : Les percepteurs de la Nièvre et leurs chefs : impôts anciens, impôts nouveaux, Imprimerie de la Tribune.
- 1905 : Talleyrand et Valençay, Imprimerie de la Tribune.
- 1906-1917 : Recherches sur les écoles et le collège de Nevers, Mémoires de la Société académique du Nivernais.
- 1925 : Les rues de Nevers, Mémoires de la Société académique du Nivernais, tome 27.